# Tuokayi Xiang
Tuokayi Xiang (kinesiska: 托喀依乡, 托喀依) är en socken i Kina. Den ligger i den autonoma regionen Xinjiang, i den nordvästra delen av landet, omkring 640 kilometer sydväst om regionhuvudstaden Ürümqi. Antalet invånare är 3 728. Befolkningen består av 1 832 kvinnor och 1 896 män. Barn under 15 år utgör 26,0 %, vuxna 15-64 år 67 %, och äldre över 65 år 5,0 %.
Genomsnittlig årsnederbörd är 96 millimeter. Den regnigaste månaden är juni, med i genomsnitt 24 mm nederbörd, och den torraste är april, med 1 mm nederbörd.